# البروتستانتية المهيمنة

صليب القديس باتريك، ارتبط العلم تاريخيًا مع أيرلندا تحت الحكم البريطاني، وبالتالي أيضًا مع كنيسة في أيرلندا والتي تجلت في الهيمنة البروتستانتية على المجالات السياسيَّة والاقتصادية والاجتماعيَّة.

البروتستانتية المهيمنة هو مصطلح أستخدم لوصف هيمنة البروتستانت خاصًة أتباع كنيسة إنجلترا وكنيسة أيرلندا الأنجليكانية على أراضي أيرلندا. الهيمنة كانت على كافة المجالات السياسيَّة والاقتصادية والاجتماعيَّة إذ أمتلكت الأقلية البروتستانتية العديد من الأراضي، يذكر أن المذهب الأنجليكاني هو المذهب الرسمي لإنجلترا وذلك بين القرن السابع عشر حتى أوائل القرن العشرين. وشكل أتباع كنيسة أيرلندا الطبقة الحاكمة والنخبة المثقفة حيث أسست جامعة دبلن واحتكرت دخول المؤسسات التعليمية والجامعيَّة الراقيَّة. ومنذ القرن السابع عشر احتلت الأسر الأنجليكانية مراكز سياسية مرموقة وأصبحت عماد الطبقة الارستقراطية والبرجوازية، وانتمت الغالبيَّة العظمى من الأسر البروتستانتية عرقيًا إلى الأنجلو-أيرلنديين.
على الرغم من كون الكاثوليك الغالبية العظمى في أيرلندا، الا انهم عانوا من التمييز جراء الامتيازات التي حصل عليها البروتستانت الأنجليكان، وعلى الرغم من عدم حصول أتباع الكنائس البروتستانتية مثل الكنيسة المشيخية والميثودية على الامتيازات إلا أن أوضاعهم الاقتصادية-الاجتماعيَّة كانت أفضل من الكاثوليك ومن غير المسيحيين. لم تحصل الأقليات الغير مسيحية مثل اليهود على الامتيازات وعانوا من التمييز. كانت الفجوة الاقتصادية - الاجتماعية بين الكاثوليك والبروتستانت أحد أسباب الصراع بينهم في أيرلندا الشمالية.

## الدور في المجتمع
منذ مطلع القرن العشرين ملك وأحتكر البروتستانت الأنجليكان العديد من الشركات الكبرى في أيرلندا، مثل شركة بسكويت يعقوب، وسلسلة فنادق بيلوي، وشركة بيميش وكروفورد، وويسكي جيمسون، وكيماويات غولدنغ، وصحيفة التايمز الأيرلندية، والسكك الحديدية الأيرلندية، ومصنع الجعة جينيس. كما سيطر الأنجليكان أيضًا على الشركات الماليَّة الكبرى مثل شركة غودباي وبنك وبورصة أيرلندا.
برز عدد من الشعراء والكتاب والمسرحيين البروتستانت الأنجلو أيرلنديين وتشمل القائمة جوناثان سويفت، جورج بيركلي، أوليفر غولدسميث، برام ستوكر، أوسكار وايلد، ويليام بتلر ييتس، جورج برنارد شو، صمويل بيكيت، جايلز كوبر، سي. إس. لويس وإليزابيث بوين.
بالإضافة إلى عدد من العلماء منهم ويليام روان هاميلتون، جورج ستوكس غابرييل، جون تيندال، جورج جونستون وقائمة العلماء تشمل ستوني، توماس روبنسون رومني، سابين إدوارد، توماس اندروز، ويليام بارسونز، جورج فيتزجيرالد، إيرنست والتون الحائز على جائزة نوبل في الفيزياء. ومخترع الحاسوب الحديث آلان تورنغ وكذلك المستكشف ارنست شاكلتون بالإضافة إلى أطباء منهم على سبيل المثال ويليام وايلد، روبرت غريفز، توماس جريمشو ريجلي، ستوكس وليام، كوليس روبرت وجون مسدن. كذلك لعب البروتستانت الأنجليكان أدوارًا هامة ورئيسية في السياسية منهم على سبيل المثال إدموند بيرك، لورد كاسلرا، جورج ماكارتني، تشارلز ستيوارت بارنيل، وإدوارد كارسون.